# Danville, Virginia
Danville är en stad och ett countyfritt område (independent city) i den amerikanska delstaten Virginia med en yta av 113,8 km² och en folkmängd, som uppgår till 43 055 invånare (2010). 
Staden är i norr, öster och väster omgiven av Pittsylvania County och gränsar i söder mot Caswell County, North Carolina.
Danville är säte för Averett University.

## Kända personer från Danville
- Nancy Astor, brittisk politiker, Englands första kvinnliga parlamentsledamot
- J. Hamilton Lewis, politiker, demokraternas whip i USA:s senat 1913-1919 och 1933-1939
- Ricky Van Shelton, countrymusiker